# Clan
Ein Clan (Mehrzahl: Clans; von schottisch-gälisch clann „Abkömmling“) oder eingedeutscht Klan (Mehrzahl: Klane) war ursprünglich eine größere Familiengruppe in Schottland, die ein abgegrenztes Gebiet bewohnte und ihre Herkunft auf einen gemeinsamen Urahnen zurückführte (siehe Schottischer Clan). Davon abgeleitet versteht die Ethnologie (Völkerkunde) unter einem Clan bei ethnischen Gruppen und indigenen Völkern einen Familienverband, der sich zwar auf eine gemeinsame Herkunft bezieht, diese zumeist sagenhafte Abstammung aber nur ungenau oder widersprüchlich herleiten kann (vergleiche „fiktive Genealogie“). Daneben gibt es totemistische Clans, die ihre Zusammengehörigkeit durch eine gemeinsame und kultische Beziehung auf ein Totem (Tier, Pflanze oder Naturerscheinung) als ihrem Gruppen-Abzeichen herstellen. Die Angehörigen eines (großen) Clans wohnen nicht alle zusammen, sondern bilden meist mit Angehörigen anderer Clans kooperative Dorfgemeinschaften.
Im Unterschied zu Clans können Lineages (einlinige Abstammungsgruppen) ihre Abstammung von einer Stammmutter oder einem Stammvater genau und lückenlos benennen, in der Regel 10 und mehr Generationen zurück. Ein Clan besteht oft aus dem Zusammenschluss mehrerer oder vieler einzelner Lineages, beispielsweise bei den nach ihren Mütterlinien geordneten Khasi im Nordosten von Indien (1,5 Mio. Angehörige in ihrem eigenen Staat Meghalaya) oder den Irokesen-Indianern in Nordamerika. Deren ziemlich große Clans wurden und werden jeweils von einer Clanmutter geleitet, die einen gemeinsam gewählten Clan-„Häuptling“ an ihrer Seite hatte; alle Clanmütter und -häuptlinge bilden gemeinsam den Stammesrat.
In Clans gelten meistens exogame Heiratsregeln: Die Ehepartner sollen außerhalb des eigenen Clans gesucht werden (vergleiche das Inzesttabu). Bei einigen Indianer-Stämmen schlossen sich mehrere untereinander verwandte Clans zu einer Phratrie (altgriechisch „Bruderschaft“) zusammen, einem kooperativen Verband, der bei Kultfesten oder der Kriegsführung wiederum mit anderen Phratrien zusammenarbeitete.

## Beispiele für Clan-Gesellschaften
Die schottischen Clans waren über männliche Erblinien organisiert (patrilinear) und erlebten ihre Blütezeit zwischen 1300 und 1750, noch heute sind viele der Clan-Namen verbreitet (siehe Liste der schottischen Clans und Clan-Namen irischer Familien).
Viele nordamerikanische Indianer-Stämme sind oder waren in Untereinheiten aufgeteilt, die als Clans bezeichnet werden. So waren beispielsweise die Hopi in mütterseitige (matrilineare) Clans aufgeteilt. Wie auch bei den mutterrechtlichen Irokesen bildeten jeweils mehrere verwandte Clans einen Verband (fachsprachlich Phratrie, siehe dort weitere Beispiele). Bei den Tsimshian, einer matrilinearen Stammesgruppe mehrerer First Nations im geschichtlichen pazifischen Nordwesten Kanadas und der USA, wurde die Position jedes Angehörigen anhand der Zugehörigkeit zu einem von vier Clans (pteex) festgelegt, die je einem Totemtier zugeordnet waren und entsprechend Adler-, Orka-, Rabe- und Wolf-Clan hießen; Heiraten waren nur zwischen diesen Clans erlaubt (Exogamiegebot), innerhalb desselben Clans verboten (Endogamieverbot).
Das Clansystem der Somali in Somalia (am Horn von Afrika) spielt auch heutzutage eine bedeutende Rolle in der Kultur und Politik. Jeder Somali gehört über seine väterliche Abstammungslinie einem eigenen Stamm oder Clan an (somalisch reer), der wiederum Teil eines größeren Clans ist, der zu einem noch umfassenderen Clan gehört. Alle Clans sind letztlich Teil der fünf oder sechs großen Clanfamilien (qaabiil), die sich jeweils patrilinear von einem gemeinsamen Stammvater herleiten.
In Namibia werden als „Traditionelle Verwaltung“ anerkannte Untergruppen von Volksgruppen (etwa der Nama) als Clan bezeichnet, beispielsweise die Afrikaner.
In der Region Kurdistan, dem ungefähren Siedlungsgebiet der Kurden im Nahen Osten, setzen sich die vielen Stämme aus einzelnen großen Clans zusammen, jeweils gebildet aus mehreren patrilinearen Lineages (siehe kurdische Clans: Eşiret).
Im Norden der indonesischen Insel Sumatra nennt sich das Clan-System der Batak-Volksgruppe Marga; die Clan-Verbände sind Kult- und Opfergemeinschaften.
In der mittelalterlichen Gesellschaft Japans werden (Samurai-)Sippen und Adelsgeschlechter als Klans bezeichnet. Einige von ihnen übten über Jahrhunderte eine Monopolstellung auf wichtige Ämter und Regierung von Provinzen aus, beispielsweise der Sugawara-Klan ab dem 8. Jahrhundert bis heute, der Ōmura-Klan ab dem 10. Jahrhundert.
Auch in China gab es Clans, die heute noch Bedeutung haben, beispielsweise den Xie-Clan der Chen-Kommandantur.

## Erforschung
Ältere US-amerikanische Forschungsliteratur bezeichnete mit Clan ausschließlich die matrilineare Zugehörigkeit über die Mütterlinie, während die patrilineare über die Väterlinie als Gens bezeichnet wurde. Nach der Einführung der einenden Bezeichnung sib (vom deutschen „Sippe“: im Deutschen ungenau und veraltet) durch den US-amerikanischen Anthropologen Robert H. Lowie (1883–1957) setzte sich in der englischsprachigen Literatur die Bezeichnung Clan allgemein für diejenigen Familienverbände durch, die sich auf einen gemeinsamen Urahnen beziehen, ihre Abstammung von diesem aber nur widersprüchlich oder ungenau benennen können.
Eine engere Definition von Clan geht auf den US-amerikanischen Anthropologen George P. Murdock (1897–1985) zurück: Er verstand unter Clan eine Familiengruppe, die gemeinsam auf einem Territorium zusammen lebt, die angeheirateten Ehepartner eingeschlossen, die wegheiratenden ausgenommen. Je nach ehelicher Wohnsitzregel entstehen dadurch vaterseitige Patri-Clans oder mutterseitige Matri-Clans oder avunkulokale Clans (siehe auch Avunkulat: soziale Vaterschaft des Onkels mütterlicherseits, des Oheims).
Clans werden in der Ethnosoziologie mit Lineages, Phratrien (Clan-Verbänden) und Moiety-Erblinien übergeordnet als „einlinige Abstammungsgruppen“ zusammengefasst (unilineal descent groups). Sie sind nicht deckungsgleich mit Verwandtschaftsgruppen (Kindreds), diese bestehen aus dem persönlichen sozialen Netzwerk einer einzelnen Person zu Verwandten beider Elternteile.

## Übertragene Bedeutungen

### E-Sport
In Computerspielen und im elektronischen Sport werden organisierte Mannschaften und Vereine als Clans bezeichnet.
Im Pen-&-Paper-Rollenspiel Vampire: Die Maskerade werden die Vampire in 13 Clans mit unterschiedlichen Eigenschaften eingeteilt.

### Clan-Kriminalität
In Deutschland wird die Zuschreibung als Clan zunehmend von Medien und Behörden verallgemeinert in Bezug auf so genannte „arabische Großfamilien“, die im Bereich der organisierten Kriminalität auffällig geworden sind (siehe Clan-Kriminalität, Abou-Chaker-Clan, Miri-Clan, Remmo-Clan oder Al-Zein (Großfamilie)).